# Kumar Sanu
Kumar Sanu (Calcuta, 23 de septiembre de 1957) es un cantante de doblaje indio de Bollywood. Particularmente conocido en la industria cinematográfica de la India desde 1984, ha recibido numerosos premios, incluyendo el Padma Shri. Kumar Sanu, junto a Mohammed Rafi y Kumar Kishore, es considerado uno de los cantantes más importantes de la India.
Nació como Kedarnath Bhattacharya (কেদারনাথ ভট্টাচার্য en bengalí).
Su padre, Pashupati Bhattacharjee, también fue cantante y compositor de la música india, quien le enseñó a cantar y a tocar el tablá. Kumar obtuvo una licenciatura en la carrera de Comercio en la Universidad de Calcuta. En 1979 actuó ante un público limitado. Su carrera comenzó en 1987 cuando Jagjit Singh le pidió que interpretara un tema musical para una película titulada Aandhiyan, lo que llevó a Kumar a iniciarse en Bombay. Entre sus influencias, se encontraba Kishore Kumar. Kumar cantó con la participación junto a otras estrellas indias como
Naushad,
Burman RD,
Jatin Lalit,
Ismail Darbar,
Pyarelal Laxmikant,
Naushad,
Jain Ravindra,
Mangeshkar Hridayanath y
Kalyanji Anandji,
entre otros

## Premios

### Premios a la mejor interpretación
- 1990: «Ab tere bin jeelenge hum», de la película Aashiqui.
- 1991: «Mera Dil Bhi Kitna Pagal Hai», de la película Saajan.
- 1992: «Sochenge Tumhe Pyaar», de la película Deewana.
- 1993: «Yeh Kaali Kaali Aankhen», de la película Baazigar.
- 1994: «Ek Ladki Ko Dekha», de la película 1942: A Love Story.